# Copa Tigre 2000
La Copa Tigre 2000 fue la tercera edición del Campeonato de Fútbol de la ASEAN, se realizó entre el 5 y el 18 de noviembre de 2000, en Tailandia.
En esta edición participaron nueve selecciones integrantes de la ASEAN (naciones del Sudeste Asiático) por aquel entonces, a saber Indonesia, Vietnam, Birmania, Laos, Camboya, Tailandia, Malasia, Singapur y Filipinas. Brunei se retiró debido a "circunstancias imprevistas".
El torneo se celebró con los nueve equipos divididos en dos grupos, uno de cuatro y otro de cinco con sistema de liga a partido único, los dos primeros de cada grupo disputarían las semifinales del torneo.

## Participantes
Brunéi abandonó el torneo por razones desconocidas.
- Camboya
- Indonesia
- Laos
- Malasia
- Birmania
- Filipinas
- Singapur
- Tailandia
- Vietnam

## Estadios sedes
| Tailandia                   | Tailandia                 | Tailandia          |
| Fase Final                  | Fase de Grupos            | Fase de Grupos     |
| Bangkok                     | Chiang Mai                | Songkhla           |
| --------------------------- | ------------------------- | ------------------ |
| Rajamangala Stadium         | 700th Anniversary Stadium | Tinsulanon Stadium |
| Capacidad: 80,000           | Capacidad: 25,000         | Capacidad: 20,000  |
|                             |                           |                    |
| Bangkok Songkhla Chiang Mai |                           |                    |

## Fase de grupos

### Grupo A
| Equipo    | PJ | PG | PE | PP | GF | GC | Dif | Pts |
| --------- | -- | -- | -- | -- | -- | -- | --- | --- |
| Tailandia | 3  | 3  | 0  | 0  | 9  | 2  | +7  | 9   |
| Indonesia | 3  | 2  | 0  | 1  | 9  | 4  | +5  | 6   |
| Birmania  | 3  | 1  | 0  | 2  | 4  | 8  | −4  | 3   |
| Filipinas | 3  | 0  | 0  | 3  | 0  | 8  | −8  | 0   |

| 6 de noviembre de 2000, 16:00 | Indonesia                                       | 3 – 0 | Filipinas | Estadio 700.º Aniversario, Chiang Mai      |                                            |
|                               | Santoso 31' · Dwi Yulianto 58' · Purdjianto 84' |       |           | Árbitro(s): Mohd Nazri Abdullah (Malaysia) | Árbitro(s): Mohd Nazri Abdullah (Malaysia) |

| 6 de noviembre de 2000, 19:00 | Tailandia                                             | 3 – 1 | Birmania          | Estadio 700.º Aniversario, Chiang Mai         |                                               |
|                               | Senamuang 4' · Pituratana 47' · Jaturapattarapong 74' |       | Aung Kyaw Tun 62' | Árbitro(s): S. Kumbalingam Kennedy (Singapur) | Árbitro(s): S. Kumbalingam Kennedy (Singapur) |

| 8 de noviembre de 2000, 19:00 | Birmania                                                | 3 – 0 | Filipinas | Estadio 700.º Aniversario, Chiang Mai |                                      |
|                               | Thet Naing Soe 65' · Zaw Htike 69' · Nay Thu Hlaing 71' |       |           | Árbitro(s): Nguyen Van Mui (Vietnam)  | Árbitro(s): Nguyen Van Mui (Vietnam) |

| 10 de noviembre de 2000, 19:00 | Tailandia                                        | 4 – 1 | Indonesia | Estadio 700.º Aniversario, Chiang Mai      |                                            |
|                                | Srimaka 25' 49' · Senamuang 52' · Chalermsan 79' |       | Doni 57'  | Árbitro(s): Mohd Nazri Abdullah (Malaysia) | Árbitro(s): Mohd Nazri Abdullah (Malaysia) |

| 12 de noviembre de 2000, 16:00 | Birmania | 0 – 5 | Indonesia                                        | Estadio 700.º Aniversario, Chiang Mai         |                                               |
|                                |          |       | Doni 43' 57' · Nawawi 70' · Dwi Yulianto 74' 82' | Árbitro(s): S. Kumbalingam Kennedy (Singapur) | Árbitro(s): S. Kumbalingam Kennedy (Singapur) |

| 12 de noviembre de 2000, 19:00 | Tailandia                  | 2 – 0 | Filipinas | Estadio 700.º Aniversario, Chiang Mai |                                      |
|                                | Senamuang 4' · Srikert 14' |       |           | Árbitro(s): Nguyen Van Mui (Vietnam)  | Árbitro(s): Nguyen Van Mui (Vietnam) |

### Grupo B
| Equipo   | PJ | PG | PE | PP | GF | GC | Dif | Pts |
| -------- | -- | -- | -- | -- | -- | -- | --- | --- |
| Vietnam  | 4  | 3  | 1  | 0  | 12 | 0  | +12 | 10  |
| Malasia  | 4  | 3  | 1  | 0  | 9  | 2  | +7  | 10  |
| Singapur | 4  | 2  | 0  | 2  | 4  | 2  | +2  | 6   |
| Camboya  | 4  | 1  | 0  | 3  | 5  | 10 | −5  | 3   |
| Laos     | 4  | 0  | 0  | 4  | 0  | 16 | −16 | 0   |

| 5 de noviembre de 2000, 16:30 | Singapur | 1 – 0 | Camboya | Estadio Tinsulanon, Songkhla         |                                      |
|                               | Ali 25'  |       |         | Árbitro(s): U Tun Hla Aung (Myanmar) | Árbitro(s): U Tun Hla Aung (Myanmar) |

| 5 de noviembre de 2000, 19:00 | Vietnam | 0 – 0 | Malasia | Estadio Tinsulanon, Songkhla              |  |
|                               |         |       |         | Árbitro(s): Hanlumyaung Panya (Tailandia) |  |

| 7 de noviembre de 2000, 16:30 | Laos | 0 – 5 | Malasia                                                     | Estadio Tinsulanon, Songkhla           |                                        |
|                               |      |       | Suparman 24' 54' · Adnan 31' (pen.) · Omar 43' · Sofian 89' | Árbitro(s): Jerry Andres (Philippines) | Árbitro(s): Jerry Andres (Philippines) |

| 7 de noviembre de 2000, 19:30 | Camboya | 0 – 6 | Vietnam                                                                                | Estadio Tinsulanon, Songkhla                   |                                                |
|                               |         |       | Lê Huỳnh Đức 16' 80' · Nguyen Van Sy 55' · Nguyen Hong Son 58' · Vu Cong Tuyen 74' 86' | Árbitro(s): Hidayat Jajat Sudrajat (Indonesia) | Árbitro(s): Hidayat Jajat Sudrajat (Indonesia) |

| 9 de noviembre de 2000, 16:30 | Malasia                           | 3 – 2 | Camboya                     | Estadio Tinsulanon, Songkhla                   |                                                |
|                               | Adnan 21' · Omar 47' · Sofian 62' |       | Chanthan 74' · Sochetra 86' | Árbitro(s): Hidayat Jajat Sudrajat (Indonesia) | Árbitro(s): Hidayat Jajat Sudrajat (Indonesia) |

| 9 de noviembre de 2000, 19:30 | Singapur                     | 3 – 0 | Laos | Estadio Tinsulanon, Songkhla         |                                      |
|                               | Ali 8' · Nasir 22' · Tan 90' |       |      | Árbitro(s): U Tun Hla Aung (Myanmar) | Árbitro(s): U Tun Hla Aung (Myanmar) |

| 11 de noviembre de 2000, 16:30 | Camboya                       | 3 – 0 | Laos | Estadio Tinsulanon, Songkhla           |                                        |
|                                | Sochetra 59' 76' · Makara 70' |       |      | Árbitro(s): Jerry Andres (Philippines) | Árbitro(s): Jerry Andres (Philippines) |

| 11 de noviembre de 2000, 19:30 | Vietnam          | 1 – 0 | Singapur | Estadio Tinsulanon, Songkhla              |                                           |
|                                | Lê Huỳnh Đức 62' |       |          | Árbitro(s): Hanlumyaung Panya (Tailandia) | Árbitro(s): Hanlumyaung Panya (Tailandia) |

| 13 de noviembre de 2000, 16:30 | Malasia   | 1 – 0 | Singapur | Estadio Tinsulanon, Songkhla         |                                      |
|                                | Adnan 63' |       |          | Árbitro(s): U Tun Hla Aung (Myanmar) | Árbitro(s): U Tun Hla Aung (Myanmar) |

| 13 de noviembre de 2000, 19:00 | Laos | 0 – 5 | Vietnam                                                                                        | Estadio Tinsulanon, Songkhla              |                                           |
|                                |      |       | Van Sy Thuy 8' · Vu Cong Tuyen 18' · Nguyen Van Sy 50' · Vu Minh Hieu 61' · Pham Hung Dung 88' | Árbitro(s): Hanlumyaung Panya (Tailandia) | Árbitro(s): Hanlumyaung Panya (Tailandia) |

## Fase final
|  | Semifinales             | Semifinales             |           |           | Final                   | Final                   |  |
|  | 16 de noviembre de 2000 | 16 de noviembre de 2000 |           |           | 18 de noviembre de 2000 | 18 de noviembre de 2000 |  |
|  |                         |                         |           |           |                         |                         |  |
|  |                         |                         |           |           |                         |                         |  |
|  | Vietnam                 | 2                       |           |           |                         |                         |  |
|  | Vietnam                 | 2                       |           |           |                         |                         |  |
|  | Indonesia               | 3                       |           |           |                         |                         |  |
|  | Indonesia               | 3                       |           | Tailandia | 4                       |                         |  |
|  |                         |                         |           | Tailandia | 4                       |                         |  |
|  |                         |                         | Indonesia | 1         |                         |                         |  |
|  | Tailandia               | 2                       | Indonesia | 1         |                         |                         |  |
|  | Tailandia               | 2                       |           |           |                         |                         |  |
|  | Malasia                 | 0                       |           |           | Tercer lugar            | Tercer lugar            |  |
|  | Malasia                 | 0                       |           |           | Tercer lugar            | Tercer lugar            |  |
|  |                         |                         |           |           |                         |                         |  |
|  |                         |                         |           |           | Malasia                 | 3                       |  |
|  |                         |                         |           |           | Malasia                 | 3                       |  |
|  |                         |                         |           |           | Vietnam                 | 0                       |  |
|  |                         |                         |           |           | Vietnam                 | 0                       |  |
|  |                         |                         |           |           |                         |                         |  |

### Semifinales
| 16 de noviembre de 2000, 16:00 | Vietnam                                 | 2 – 3 (t. s.) | Indonesia                       | Estadio Rajamangala, Bangkok                  |                                               |
|                                | Nguyen Hong Son 45' · Vu Cong Tuyen 90' |               | Doni 39' 120' · Nurdiantara 75' | Árbitro(s): S. Kumbalingam Kennedy (Singapur) | Árbitro(s): S. Kumbalingam Kennedy (Singapur) |

| 16 de noviembre de 2000, 19:00 | Tailandia                  | 2 – 0 | Malasia | Estadio Rajamangala, Bangkok         |                                      |
|                                | Senamuang 30' · Sripan 35' |       |         | Árbitro(s): U Tun Hla Aung (Myanmar) | Árbitro(s): U Tun Hla Aung (Myanmar) |

### Tercer lugar
| 18 de noviembre de 2000, 16:00 | Vietnam | 0 – 3 | Malasia                      | Estadio Rajamangala, Bangkok              |                                           |
|                                |         |       | Talib 42' · Suparman 59' 90' | Árbitro(s): Hanlumyaung Panya (Tailandia) | Árbitro(s): Hanlumyaung Panya (Tailandia) |

### Final
| 18 de noviembre de 2000, 19:00 | Tailandia                            | 4 – 1 | Indonesia  | Estadio Rajamangala, Bangkok               |                                            |
|                                | Srimaka 14' 18' 32' · Prajakkata 65' |       | Nawawi 20' | Árbitro(s): Mohd Nazri Abdullah (Malaysia) | Árbitro(s): Mohd Nazri Abdullah (Malaysia) |

## Campeón
|                                      |
| Bandera de Tailandia                 |
| Campeón invicto Tailandia 2.º título |

## Clasificación final
| Equipo | Equipo    | Pts | PJ | PG | PE | PP | GF | GC | Dif |
| ------ | --------- | --- | -- | -- | -- | -- | -- | -- | --- |
| 1      | Tailandia | 15  | 5  | 5  | 0  | 0  | 15 | 3  | +12 |
| 2      | Indonesia | 9   | 5  | 3  | 0  | 2  | 13 | 10 | +3  |
| 3      | Malasia   | 13  | 6  | 4  | 1  | 1  | 12 | 4  | +8  |
| 4      | Vietnam   | 10  | 6  | 3  | 1  | 2  | 14 | 6  | +8  |
| 5      | Singapur  | 6   | 4  | 2  | 0  | 2  | 4  | 2  | +2  |
| 6      | Birmania  | 3   | 3  | 1  | 0  | 2  | 4  | 8  | −4  |
| 7      | Camboya   | 3   | 4  | 1  | 0  | 3  | 5  | 10 | −5  |
| 8      | Filipinas | 0   | 3  | 0  | 0  | 3  | 0  | 8  | −8  |
| 9      | Laos      | 0   | 4  | 0  | 0  | 4  | 0  | 16 | −16 |

## Goleadores
5 goles
- Gendut Doni Christiawan
- Worrawoot Srimaka

4 goles
- Rusdi Suparman
- Kiatisuk Senamuang
- Vu Cong Tuyen

3 goles
- Hok Sochetra
- Kurniawan Dwi Yulianto
- Azman Adnan
- Lê Huỳnh Đức

2 goles
- Uston Nawawi
- Ahmad Shahrul Azhar Sofian
- Hairuddin Omar
- Rafi Ali
- Nguyễn Hồng Sơn

1 gol
- Pok Chanthan
- Chea Makara
- Aji Santoso
- Eko Purdjianto
- Seto Nurdiantoro
- Rosdi Talib
- Aung Kyaw Tun
- Thet Naing Soe
- Zaw Htike
- Nay Thu Hlaing
- Nazri Nasir
- Steven Tan Teng Chuan
- Sakesan Pituratana
- Surachai Jaturapattarapong
- Dusit Chalermsan
- Anurak Srikerd
- Tawan Sripan
- Tanongsak Prajakkata
- Nguyễn Văn Sỹ
- Phạm Hùng Dũng
- Vũ Minh Hiếu
- Văn Sỹ Thủy